# Euthalia tiomanica
Euthalia tiomanica är en fjärilsart som beskrevs av John Nevill Eliot 1978. Euthalia tiomanica ingår i släktet Euthalia och familjen praktfjärilar. Inga underarter finns listade i Catalogue of Life.